# Pseudostenophylax kashmirensis
Pseudostenophylax kashmirensis är en nattsländeart som först beskrevs av Martin E. Mosely 1936.  Pseudostenophylax kashmirensis ingår i släktet Pseudostenophylax och familjen husmasknattsländor. Inga underarter finns listade i Catalogue of Life.